# باردیرا
باردیرا یک منطقهٔ مسکونی در سومالی است که در جوبالند واقع شده‌است.